# Nhóm Prüfer
Trong toán học, và cụ thể là trong lý thuyết nhóm, một p-nhóm Prüfer là bất kỳ nhóm nào đẳng cấu với nhóm nhân
{\displaystyle \mathbf {C} _{p^{\infty }}=\{\exp(2\pi in/p^{m})\mid n\in \mathbf {Z} ,m\in \mathbf {N} \}} 
tạo bởi các căn thức phức của đơn vị có bậc là một lũy thừa của p (với p là một số nguyên tố).
Do đó, nó là một p-nhóm giao hoán đếm được.

## Định nghĩa tương đương
Đặt G là một p-nhóm Prüfer. Ta có:
a) G đẳng cấu với nhóm thương {\displaystyle \mathbf {Z} [1/p]/\mathbf {Z} ,} với {\displaystyle \mathbf {Z} [1/p]} là nhóm con của (Q,+) được tạo bởi các phân số có dạng {\displaystyle n/p^{m}}, với {\displaystyle n\in \mathbf {Z} ,m\in \mathbf {N} }.
Chứng minh. Đồng cấu {\displaystyle \mathbf {Z} [1/p]\rightarrow \mathbf {C} _{p^{\infty }}:q\mapsto \exp(2\pi iq)} là một toàn ánh. Hạch của nó là {\displaystyle \mathbf {Z} }.
b) G có biểu thị nhóm
{\displaystyle \langle x_{1},x_{2},\dots |x_{1}^{p}=1,x_{2}^{p}=x_{1},x_{3}^{p}=x_{2},\dots \rangle .}

c) G có một hệ sinh {\displaystyle \ (a_{n})_{n\in \mathbf {Z} }} sao cho{\displaystyle \ a_{0}\not =1}, {\displaystyle \ a_{0}^{p}=1} và {\displaystyle \ a_{n+1}^{p}=a_{n}} với mọi {\displaystyle n\geq 0} .
d) G là hợp của một chuỗi tăng dần vô hạn {\displaystyle C_{0}\leq C_{1}\leq \ldots \leq C_{n}\leq \ldots } trong đó, với mọi n, Cn là một nhóm cyclic cấp pn .